# Жена на прозору
Жена на прозору (енгл. The Woman in the Window) роман је жанра трилер, првенац америчког писца Данијела Малорија, написан под псеудонимом Еј Џеј Фин. Први пут је објављен 2. јануара 2018. године. Права за издавање до сада су продата у око 40 држава широм света, између осталих и у Србији. По књизи снимљен је истоимени филм, који ће изаћи 2020. године.

## Радња
У центру збивања романа је тридесетосмогодишња Ана Фокс. Она је дечји психолог, која већ 11 месеци болује од агорафобије, страха од отвореног простора. Она живи сама на Менхетну, а дане проводи тако што фотографише и шпијунира своје комшије, прича са својим удаљеним супругом и ћерком, игра шах и четује на форумима. Омиљено пиће јој је вино (пије га доста, посебно бело), а омиљени филмови црно-бели класици — трилери. Очајна због тога што нема нормалан породични живот, она бива фасцинирана породицом која однедавно живи прекопута парка, Раселовима — Алистером, Џејн и њиховим сином Итаном.
Раселови су наизглед нормална породица. Шеснаестогодишњи Итан је први од породице кога ће Ана приметити, јер јој након усељења доноси поклон. После, упознаје и Џејн, са којом се једног послеподнева зближи. Када буде сазнала да је Итанов отац, Алистер, понекад насилан према супрузи и сину, Ана ће посебну пажњу посветити шпијунирању ове породице. Једног дана ће чути ужасан крик из њихове куће, видеће убиство, а када то буде пријавила полицији, нико јој неће веровати. Штавише, све се своди на то да је све умислила.
У том тренутку Ана ће се запитати да ли је халуцинирала, која је права истина и шта се тачно десило тог дана у кући 207.
Да ли је алкохол који конзумира заиста довео до халуцинација? Шта је стварно? Ко је у опасности, ко контролише све и најважније, да ли верује самој себи?

## Ликови
- Ана Фокс, главни лик
- Алистер Расел, глава породице Расел
- Џејн Расел, Алистерова супруга
- Итан Расел, Алистеров и Џејнин син
- Џулијан Филдинг, Анин психотерапеут
- Ед, Анин бивши супруг
- Оливија, Анина и Едова ћерка, са Едом
- Дејвид Винтерс, Анин подстанар
- Бина, Анина физиотерапеуткиња
- Весли, Анин бивши шеф
- Литл, детектив
- Вал Норели, Литлова партнерка

## Критике
Књига је добила бројне позитивне критике.
Запањујуће. Узбудљиво. Невероватно.— Гилијам Флин
Књига коју просто нећете моћи да испустите из руке.— Стивен Кинг
Мрачна, узбудљива, посластица.— Рут Вор
Апсолутно заразно.— Луис Пени

## Филм
Компанија Твентит сенчури Фокс снимила је истоимени филм заснован на књизи, који ће премијеру имати 15. маја 2020. године. У главним улогама су Ејми Адамс, Џулијана Мур и Гери Олдман. Филм је режирао Џо Рајт.

## Српско издање
Српско издање књиге је на српском језику, на латиници. Издала га је издавачка кућа Вулкан 2018. године. Има 288 страна. Превод је урадила Бранислава Маодуш, а уредник је Светлана Бабовић. Тираж је 1000 примерака.